# Севастопольська ТЕЦ
Севастопольська ТЕЦ — теплоелектроцентраль України в місті Інкерман у АР Крим.

## Історія
Севастопольська ДРЕС — державна районна електрична станція, збудована у 1937 році. Тоді її потужність складала 20 мегават. Під час війни станцію було майже повністю зруйновано, а її обладнання вивезено до Німеччини. Відновлення електростанції почалося 1944 року і повністю закінчено 1951-го. Нова потужність становила вже 33 МВт.
У 1981 році від станції простяглися теплові магістралі в Інкерман: у центр, селище ГРЕС та Сахарна головка, у Севастополь на вулиці Горпищенка та Генерала Жидилова, а також на Проспект Перемоги. Станція набула статусу ТЕЦ — теплоенергоцентралі.
Згодом виробництво електроенергії на застарілих турбінах стало нерентабельним, але тепло у квартири понад 40 тисяч севастопольців подавалося та подається. Станція виробляє 153 Гкал/год тепла та 33 МВт електроенергії.
У січні 2004-го року Севастопольську ТЕЦ, яка входила до структури держпідприємства «Кримські генеруючі системи», що перебувало на межі банкрутства, було передано в оренду товариству з обмеженою відповідальністю «СГС плюс».
У квітні 2012 року Верховна рада України підтримала законопроєкт щодо дозволу приватизації теплоелектроцентралів (ТЕЦ). До списку увійшла й Севастопольська ТЕЦ. Шляхом передачі майна ТЕЦ в оренду чи концесію передбачалося провести технічне переоснащення підприємств скорочення споживання газу.
Однією з визначних пам'яток станції стала бухта «Горячка», куди скидалася тепла вода з ТЕЦ. Купатися можна було практично цілий рік.